# Iosif Rucki
Iosif Vel'jamin Rucki (in bielorusso Іосіф Вельямін Руцкі?, in ucraino Йосиф Велямин Рутський?, Josyf Veljamyn Ruts'kyj, in polacco Józef Welamin Rucki; Ruta, 1574 – Dermań, 5 febbraio 1637) è stato un arcivescovo cattolico bielorusso, metropolita di Kiev (1614-1637) e riformatore della vita monastica della Chiesa ruteno-ucraina.

## Biografia

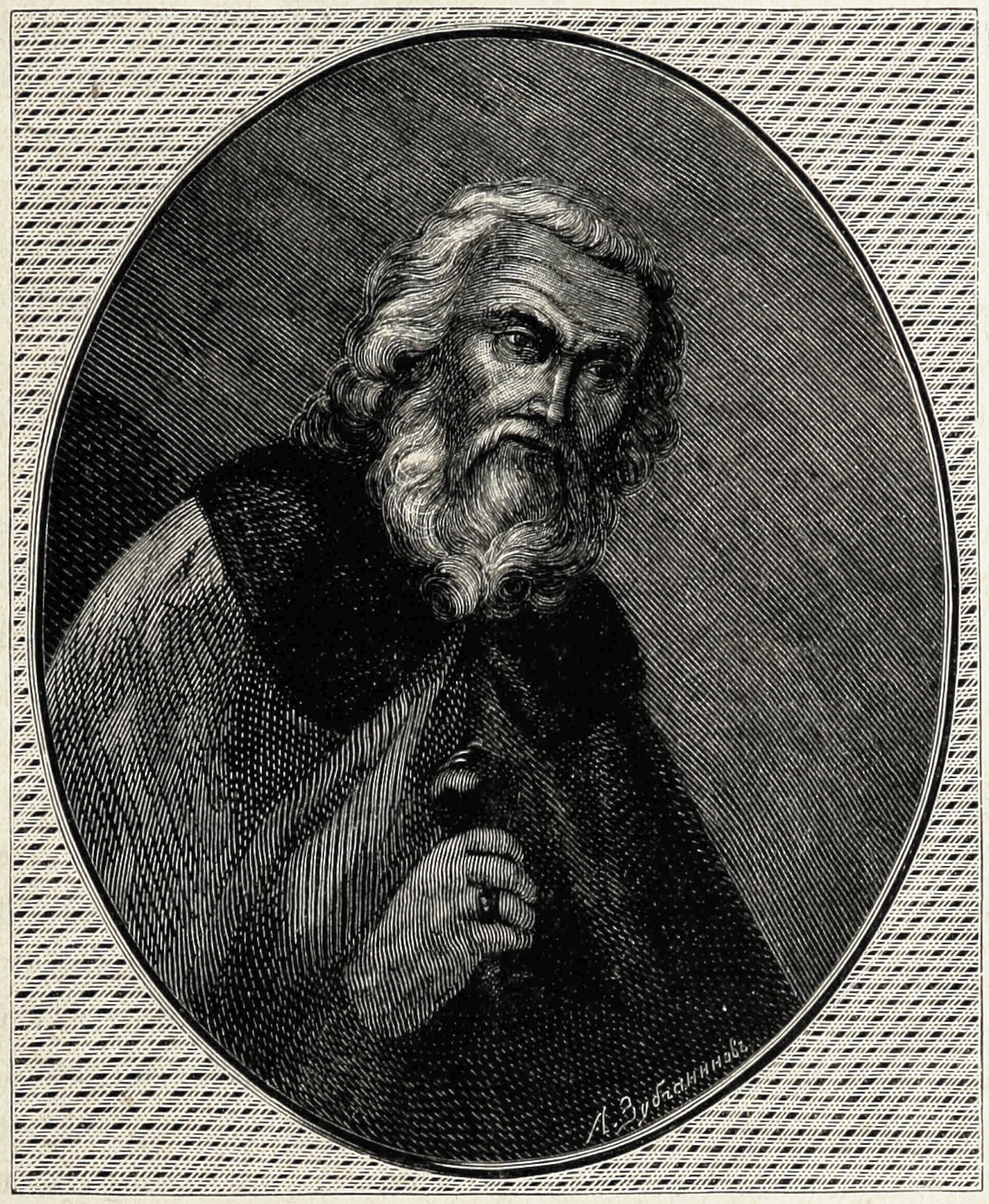
Metropolita Iosif Vel'jamin Rucki

Della nobile famiglia dei Vel'jamin, di religione calvinista, venne battezzato d'urgenza da un sacerdote di rito orientale. Già dalla prima giovinezza, durante gli studi compiuti a Vilnius, si senti attratto dal cattolicesimo. Nel 1592, mentre si trovava in un collegio di Gesuiti a Praga, passò alla Chiesa cattolica e, dopo aver compiuto gli studi filosofici a Würzburg in Germania, per quelli di teologia venne ammesso al collegio greco di Sant'Atanasio a Roma (1593-1603). Per espresso volere di papa Clemente VIII ma a malincuore, tornò al rito orientale. Rientrato in patria (1603), indugiò molto a ricevere gli ordini sacri, preoccupato piuttosto di conoscere i modi atti a elevare la Chiesa ruteno-ucraina, che si era unita soltanto nel 1595 alla Santa Sede, dal suo tristissimo stato di prostrazione, ereditato dalla precedente epoca di separazione.
Per procedere nel migliore dei modi a tale sanazione, Rucki concepì l'idea di cercare un aiuto nell'allora fiorente Ordine carmelitano, chiedendo a esso di mettere a disposizione dei validi soggetti che, passati al rito bizantino, fossero in grado di riformare la vita religiosa decaduta presso la Chiesa ruteno-ucraina. Con quest’intento egli intraprese (1606) un nuovo viaggio a Roma, d'intesa con il suo metropolita Hipacy Pociej, artefice dell'Unione della Chiesa ruteno-ucraina con Roma, che lo mandò in visita al nuovo pontefice Paolo V con il compito di presentargli un elaborato memoriale «De corrigendo regimine in rittu graeco». Siccome però quel progetto non ebbe subito il bramato effetto, Rucki si lasciò attirare dal suo intimo amico Giosafat Kuncewycz nel convento della Santissima Trinità a Vilnius, per dare così inizio alla riforma del monachesimo ruteno-ucraino con personale indigeno.
Dopo la vestizione (16 settembre 1607), nella quale assunse il nome di Giuseppe, Rucki emise la professione monastica il 10 gennaio 1608, e, nel corso dello stesso anno, venne ordinato sacerdote. Nominato nel 1609 archimandrita del monastero della Santissima Trinità, lo ricostruì e lo ampliò, fissandovi la casa-madre dell'Ordine dei Basiliani di San Giosafat, lo sperato baluardo dell'Unione del popolo ucraino e bielorusso con la Santa Sede. Nello stesso periodo divenne il braccio destro dell'ormai vecchio Potij, di cui, nel 1611, fu nominato coadiutore e nel 1613 successore nel governo della provincia ecclesiastica di Kiev, la più vasta dell'Europa cattolica di allora.
Il più valido — se non addirittura unico — suo appoggio nel nuovo ministero divenne così per lui il suo stesso ordine, non avendo il clero secolare ricevuto la conveniente formazione sacerdotale per mancanza di seminari. Perciò, in occasione della sua nuova visita ad limina del 1615, egli chiese e ottenne da Paolo V 22 posti per studenti basiliani nei collegi pontifici di Roma, Praga, Brunsberga ecc. Al suo ritorno apri il noviziato di Byten, dove per due anni (1616-1617) furono maestri spirituali i sacerdoti della Compagnia di Gesù. Cominciò pure a centralizzare tutti i monasteri, fino ad allora soggetti ai vescovi locali, in un unico Ordine basiliano, governato da un superiore generale o protoarchimandrita. Il movimento iniziò con i monasteri della sua stessa diocesi metropolitana, convocati in un primo capitolo generale nel 1617. Per loro egli compose le «Regulae communes et particulares», ispirandosi alle opere di s. Basilio, ma tenendo presenti le esigenze del momento e l'esempio degli istituti religiosi post-tridentini. Solo dopo aver costituito una prima generazione basiliana (di 100 religiosi ca), Rucki intraprese l'erezione del seminario generale, sotto la direzione del Basiliani a Minsk: esso fu oggetto di particolare esame nei sinodo provinciale adunato nel 1626, ma venne a mala pena e solo parzialmente realizzato per le sempre maggiori avversità di ogni genere, che creavano uno stato di cose quanto mai critico per la Chiesa ruteno-ucraina in Polonia e Lituania.
Già intorno al 1620 Rucki vide, con la ripresa una gerarchia separata, rinnovarsi la più accanita guerra religiosa, che raggiunse il punto culminante con il martirio dell'amico Giosafat. Egli tuttavia continuò nella lotta intrapresa, riuscendo a sfuggire diverse volte alle insidie degli avversari. Allo stesso tempo, cercò di essere sempre il primo a venire a patti con la parte separata e, per quanto riguardava la sua persona, si disse più volte disposto ad abbandonare al rivale «ortodosso» la sua cattedra episcopale, all'unico prezzo della riunione con la Santa Sede. E tuttavia, proprio al tramonto della sua vita, Rutskyj dovette sopportare un ancor più feroce colpo per la Chiesa unita, quando il nuovo re Ladislao lV nel 1632, sotto pretesto di «pacificare la religione», fece cedere la maggior parte della provincia ecclesiastica di Kiev alla gerarchia separata. Rivestito allora dei sacri paramenti, Rucki difese spesso col suo stesso corpo il patrimonio dell'Unione, pronto a ricalcare in tal modo le orme del suo amico martire Giosafat, la cui causa di beatificazione era il più forte incoraggiamento per forze tanto indebolite e, insieme, l'ultimo suo anelito. Si spense, secondo la sua arguta espressione, «come un bue attaccato all'aratro», dopo aver meritato ampiamente la gloria di essere chiamato da papa Urbano VIII «atleta dell'Unione, colonna della Chiesa, Atanasio dei Ruteni».

## Genealogia episcopale e successione apostolica
La genealogia episcopale è:
- Patriarca Geremia II Tranos
- Arcivescovo Michal Rahoza
- Arcivescovo Hipacy Pociej
- Arcivescovo Iosif Rucki

La successione apostolica è:
- Arcivescovo Giosafat Kuncewycz, O.S.B.M. (1617)
- Vescovo Grzegorz Michałowicz (1624)
- Arcivescovo Antin Selava, O.S.B.M. (1624)
- Vescovo Lev Revuc'kyj Krevza (1625)
- Vescovo Teodor Mieleszko (1626)
- Arcivescovo Rafajil Korsak (1626)

## Scritti
- Discursus de instaurando ritu graeco (1605)
- De aliis mediis iuvandi Graecos et Ruthenos (Programma unionis)
- Regulae communes S. Basilii Magni
- Regulae particulares
- Lettere e altri scritti